# Bavilia
Bavilia là một chi bướm đêm thuộc họ Erebidae.